# Douglas McCarthy

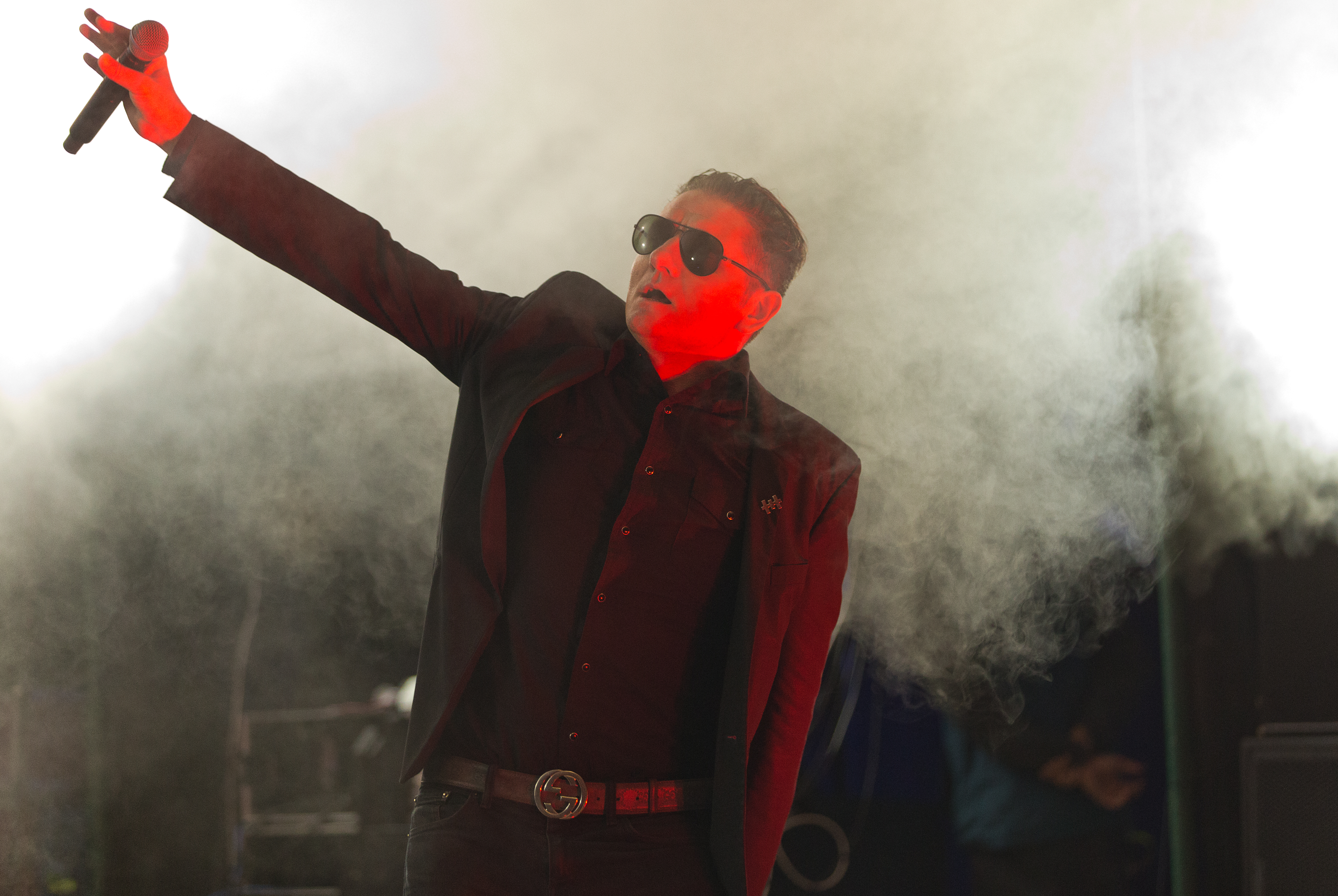
Douglas McCarthy (2016)

Douglas John McCarthy (* 1. September 1966 in Barking, London; † 11. Juni 2025) war ein britischer Musiker. Er war Frontmann der Band Nitzer Ebb.

## Leben
Neben der Karriere mit der Band Nitzer Ebb kooperierte McCarthy auch mit anderen Bands. So ist seine Stimme auf einigen Songs der Band Recoil von Alan Wilder und auch auf Songs der Band Die Krupps zu hören. Nach der zwischenzeitlichen Trennung von Nitzer Ebb war er ab 2006 wieder mit der Band aktiv.
2002 entstand der Kontakt zu dem Techno-Produzenten Terence Fixmer. Dieser wurde von Mute Records (u. a. Depeche Mode) darum gebeten, Nitzer Ebb zu remixen. Später entstand das Musikprojekt Fixmer/McCarthy. Aus dieser Kollaboration sind zwei Alben entstanden.
Im März 2024 gab McCarthy bekannt, an einer Leberzirrhose erkrankt zu sein und daher bis auf weiteres nicht mehr live aufzutreten. Er starb am 11. Juni 2025 im Alter von 58 Jahren.

## Diskografie (Auswahl)
Fixmer/McCarthy:
- 2004: Between the Devil
- 2008: Into the Night

Solo:
- 2012: Kill Your Friends